# 長蛇座δ
長蛇座δ，又名BD+06 2001，HD 73262、SAO 116965、HR 3410，是長蛇座的一颗恒星，视星等为4.16，位于銀經220.26，銀緯26.18，其B1900.0坐标为赤經8h 32m 21.7s，赤緯+6° 26.18′ 9″。